# Distrito histórico de Brantley
El distrito histórico de Brantley es un distrito histórico ubicado en Brantley, Alabama, Estados Unidos.

## Descripción

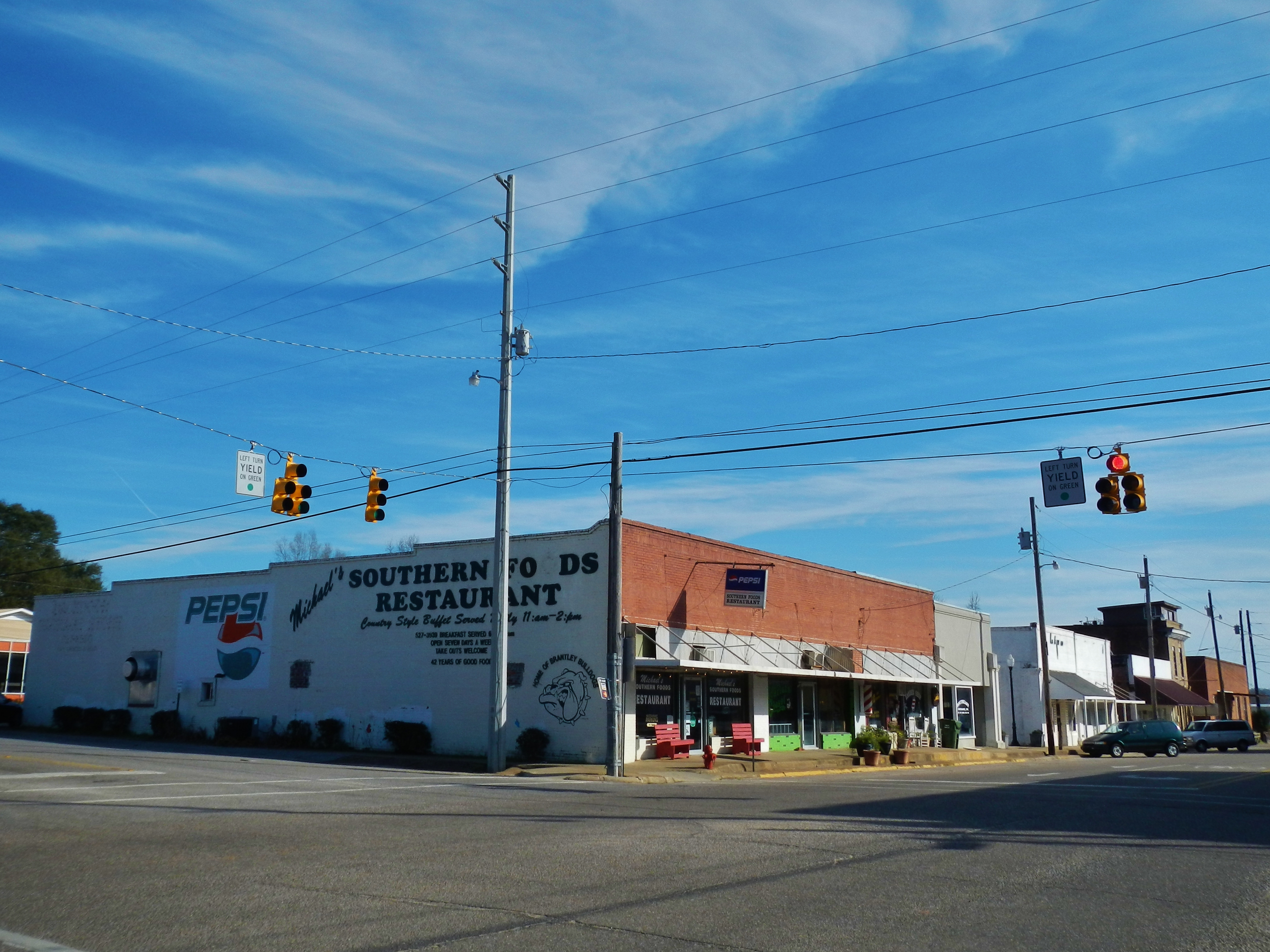
Comercio en Brantley.

El distrito tiene una extensión de 48,8 acres (19,7 ha) y cuenta con 112 edificios contribuyentes y 15 no contribuyentes. Fue incluido en el Registro Nacional de Lugares Históricos en 2004.
El distrito está aproximadamente delimitado por Sasser St., Fulton Ave., Peachtree St. y Wyatt, y la antigua línea de ferrocarril Central de Georgia.
La ciudad nació en 1890 con el levantamiento de la línea del ferrocarril. El distrito incluye edificios comerciales y también incluye residencias, incluidas cabañas victorianas construidas a ambos lados de Main Street por los carpinteros Buster Wyatt y Bill Harrington.